# Zarije Škerović
Zarije Škerović, črnogorski general, * 19. januar 1914, † 1999.

## Življenjepis
Leta 1939 je postal član KPJ in leta 1941 se je pridružil NOVJ; med vojno je bil politični komisar več enot.
Po vojni je bil načelnik Vojaško-politične šole, pomočnik poveljnika za MPV korpusa in armade,...